# Línea 15 (Paraná)
Línea 15 es una línea de transporte urbano de pasajeros de la ciudad de Paraná, Argentina. El servicio está actualmente operado por la empresa Buses Paraná U.T.E. (ERSA Urbano/Transporte Mariano Moreno S.R.L.). Esta línea pertenece al Grupo Metropolitano.
Anteriormente el servicio de la línea 15 era prestado por la empresa La Victoria, luego esta fue comprada por la empresa ERSA.

## Recorridos

### Ramal Verde: Escuela Alberdi (Oro Verde) -Casa de Gobierno
Ida: Desde Escuela Alberdi, Ruta Prov. 11, Ingreso/Egreso a Ciudad Universitaria, Ruta Prov. 11, Av. Int. del Castillo, Ruta Prov. 11, Los Cedros, Av. Los Cisnes, Las Rosas, Camino de la Cuchilla, Ruta Prov. 11 (Oro Verde), Av. de las Américas, Av. Francisco Ramírez, La Paz, Laprida hasta Santa Fe (Paraná).
Vuelta: Desde Laprida y Santa Fe, Santa Fe, Av. Alameda de la Federación, Gardel, Colón, Av. Francisco Ramírez, Av. de las Américas (Paraná), Ruta Prov. 11, Camino de la Cuchilla, Av. Los Cisnes, Los Cedros, Ruta Prov. 11, Av. Int. del Castillo, Ruta Prov. 11, Ingreso/Egreso a Ciudad Universitaria, Ruta Prov. 11 hasta Escuela Alberdi.
- Longitud: 31,7km

### Ramal Blanco:I.N.T.A.(Oro Verde) -Casa de Gobierno
Ida: Desde I.N.T.A., Ruta Prov. 11, Ingreso/Egreso a Ciudad Universitaria, Ruta Prov. 11, Av. Int. del Castillo, Ruta Prov. 11, Los Cedros, Av. Los Cisnes, Las Rosas, Camino de la Cuchilla, Ruta Prov. 11 (Oro Verde), Av. de las Américas, Av. Francisco Ramírez, La Paz, Laprida hasta Santa Fe (Paraná).
Vuelta: Desde Laprida y Santa Fe, Santa Fe, Av. Alameda de la Federación, Gardel, Colón, Av. Francisco Ramírez, Av. de las Américas (Paraná), Ruta Prov. 11, Camino de la Cuchilla, Av. Los Cisnes, Los Cedros, Ruta Prov. 11, Av. Int. del Castillo, Ruta Prov. 11 hasta I.N.T.A.
- Longitud: 32,4km

## Puntos de interés dentro del recorrido
- Oro Verde
  - Escuela Rural "Juan Bautista Alberdi"
  - I.N.T.A. Paraná
  - Barrio Loma Hermosa
  - Ciudad Universitaria
  - Barrio El Triangular
  - CEMENER
- Paraná
  - 5 Esquinas
  - Terminal de Ómnibus
  - Hospital Materno Infantil San Roque
  - Plaza Alvear
  - Casa de Gobierno

## Paradas
Horarios actualizados a febrero de 2024, Paradas actualizadas a enero de 2025 esquema Facultades

### Ramal A: Escuela Alberdi
IDA:
- 01 - Ruta Provincial 11 - Escuela Normal Rural "Juan Bautista Alberdi" (Oro Verde)
- 02 - Ruta Provincial 11, frente Facultad de Ciencia y Tecnología - UADER
- 03 - Ruta Provincial 11, frente Facultad de Ingeniería - UNER
- 04 - Ruta Provincial 11, frente Facultad de Ciencias Agropecuarias - UNER
- 05 - Ruta Provincial 11 y Avda. Los Laureles
- 06 - Avda. Intendente Del Castillo entre Los Sauces y Avda. Los Laureles
- 07 - Avda. Intendente Del Castillo y Los Jacarandaes
- 08 - Ruta Provincial 11 entre Avda. Los Chañares y Avda. Los Eucaliptos
- 09 - Ruta Provincial 11 y Los Talas
- 10 - Ruta Provincial 11 Km. 5,5 y Los Gomeros
- 11 - Ruta Provincial 11 Km. 4.6 y Los Cedros
- 12 - Los Cedros y Avda. Los Cisnes
- 13 - Avda. Los Cisnes y Las Dalias
- 14 - Avda. Los Cisnes y Los Cerezos
- 15 - Avda. Los Cisnes y Las Rosas (Barrio El Triangular)
- 16 - Las Rosas y Camino de la Cuchilla
- 17 - Camino de la Cuchilla (CEMENER)
- 18 - Camino de la Cuchilla y Ruta Provincial 11 (salida de ORO VERDE)
- 19 - Avda. de las Américas al 5700 (zona de Escuela Nº 67 "Tabaré") (ingreso a PARANÁ)
- 20 - Colectora Avda. de las Américas y Lisandro de la Torre
- 21 - Colectora Avda. de las Américas y Gral. José Artigas
- 22 - Colectora Avda. de las Américas y Casimiro Olmos
- 23 - Colectora Avda. de las Américas y Dr. Ricardo Balbín
- 24 - Colectora Avda. de las Américas y Silvia Marzo de Chiapino
- 25 - Colectora Avda. de las Américas y Crisólogo Larralde
- 26 - Colectora Avda. de las Américas y Luis Noaco
- 27 - Colectora Avda. de las Américas y Mario Abel Amaya
- 28 - Avda. Francisco Ramírez y Luis Fusari
- 29 - Avda. Francisco Ramírez y Francisco de Bueno
- 30 - Avda. Francisco Ramírez y Salvador Calí
- 31 - Avda. Francisco Ramírez y Juan A. Barbagelata
- 32 - Avda. Francisco Ramírez y Bernardo O'Higgins
- 33 - Avda. Francisco Ramírez y Manuel Gálvez, antes de las vías del ferrocarril
- 34 - Avda. Francisco Ramírez y Granadero Baigorria
- 35 - Avda. Francisco Ramírez y Almte. Cochrane
- 36 - Avda. Francisco Ramírez entre Edmundi D'Amicis y Arturo Jauretche
- 37 - Avda. Francisco Ramírez pasando Santos Domínguez
- 38 - Avda. Francisco Ramírez y Marcos Sastre
- 39 - Avda. Francisco Ramírez y Feliciano
- 40 - Avda. Francisco Ramírez al 2800-2900, pasando Bvard. Racedo
- 41 - Avda. Francisco Ramírez y Dean Álvarez (Colegio Cristo Redentor / Sede Obras Sanitarias)
- 42 - Avda. Francisco Ramírez entre G. Saraví y Urdinarrain (Terminal de Ómnibus / Escuela Secundaria N°36 - ex Comercio I)
- 43 - Avda. Francisco Ramírez y Juan Vucetich
- 44 - Avda. Francisco Ramírez y Cnel. Dupuy
- 45 - La Paz entre Santa Cruz y Avda. Francisco Ramírez
- 46 - La Paz y La Rioja (Hospital Infantil San Roque)
- 47 - La Paz y San Juan
- 48 - La Paz entre Buenos Aires y Peatonal Gral. San Martín (Plaza Alvear)
- 49 - Santa Fe entre Méjico y N. Laprida - Casa de Gobierno / Tribunales

VUELTA:
- 01 - Santa Fe entre Méjico y N. Laprida - Casa de Gobierno / Tribunales (Paraná)
- 02 - Carlos Gardel entre Buenos Aires y Peatonal Gral. San Martín (Plaza Alvear)
- 03 - Colón y San Juan
- 04 - Colón y La Rioja (Hospital Infantil San Roque - 100 mts.)
- 05 - Colón y Santa Cruz
- 06 - Avda. Francisco Ramírez y La Paz
- 07 - Avda. Francisco Ramírez entre Rosario del Tala y Uruguay (Colegio Don Bosco)
- 08 - Avda. Francisco Ramírez y Gral. Urquiza
- 09 - Avda. Francisco Ramírez y Dr. Ruiz Moreno (Terminal de Ómnibus / Escuela Secundaria N°36 - ex Comercio I)
- 10 - Avda. Francisco Ramírez y Enrique Carbó (Plaza Belgrano / Colegio "Cristo Redentor")
- 11 - Avda. Francisco Ramírez y Villaguay
- 12 - Avda. Francisco Ramírez al 2800-2900, antes de Bvard. Racedo
- 13 - Avda. Francisco Ramírez y Feliciano
- 14 - Avda. Francisco Ramírez y Victoriano Montes
- 15 - Avda. Francisco Ramírez y Esteban de Luca
- 16 - Avda. Francisco Ramírez y Edmundo D'Amicis
- 17 - Avda. Francisco Ramírez y Ramón Carrillo
- 18 - Avda. Francisco Ramírez y Alejo Peyret
- 19 - Avda. Francisco Ramírez y Manuel Gálvez, pasando las vías del ferrocarril
- 20 - Avda. Francisco Ramírez y Prof. José Felquer
- 21 - Avda. Francisco Ramírez y Martín Del Barco Centenera
- 22 - Avda. Francisco Ramírez y Maestro Alberdino
- 23 - Avda. Francisco Ramírez y Estado de Israel
- 24 - Avda. Francisco Ramírez y Dr. Álvarez Prado
- 25 - Avda. Francisco Ramírez entre Fotógrafo Carlos Pra y Avda. de las Américas
- 26 - Colectora Avda. de las Américas y Avda. Newbery
- 27 - Colectora Avda. de las Américas y Luis Noacco
- 28 - Colectora Avda. de las Américas y Crisólogo Larralde
- 29 - Colectora Avda. de las Américas y Ma. Teresa Ferrari de Gaudino
- 30 - Colectora Avda. de las Américas y Dr. Ricardo Balbín
- 31 - Colectora Avda. de las Américas y Casimiro Olmos
- 32 - Colectora Avda. de las Américas y Juan B. Justo
- 33 - Colectora Avda. de las Américas y General J. G. Artigas
- 34 - Colectora Avda. de las Américas y Lisandro de la Torre
- 35 - Avda. de las Américas al 5700 (zona de Escuela Nº 67 "Tabaré") (salida de PARANÁ)
- 36 - Camino de la Cuchilla y Ruta Provincial 11 (entrada a ORO VERDE)
- 37 - Camino de la Cuchilla (CEMENER)
- 38 - Camino de la Cuchilla y Las Rosas (Barrio El Triangular)
- 39 - Camino de la Cuchilla y Los Lirios
- 40 - Camino de la Cuchilla entre Los Plumerillos y Las Petunias
- 41 - Avda. Los Cisnes y Las Dalias
- 42 - Avda. Los Cisnes y Los Cedros
- 43 - Los Cedros y Los Zorzales
- 44 - Ruta Provincial 11 entre Las Tipas y Los Gomeros
- 45 - Ruta Provincial 11 y Los Talas
- 46 - Avda. Intendente del Castillo y Avda. Los Chañares
- 47 - Avda. Intendente del Castillo y Los Jacarandaes
- 48 - Avda. Intendente del Castillo y Los Sauces
- 49 - Avda. Intendente del Castillo y Avda. Los Laureles
- 50 - Ruta Provincial 11 frente Facultad de Ciencias Agropecuarias - UNER
- 51 - Ruta Provincial 11 frente Facultad de Ingeniería - UNER
- 52 - Facultad de Ciencias y Tecnología - UADER
- 53 - Ruta Provincial 11 - Escuela Normal Rural "Juan Bautista Alberdi" (Oro Verde)

### Ramal B: I.N.T.A.
IDA:
- 01B - Ruta Provincial 11 - Estación Experimental Agropecuaria - I.N.T.A. (Oro Verde)
- 02B - Ruta Provincial 11 y Los Picaflores
- 03B - Ruta Provincial 11 y Los Gorriones
- 04B - Ruta Provincial 11 y Las Cotorras
- 05B - Ruta Provincial 11, frente Facultad de Ingeniería - UNER

continúa recorrido habitual hacia Casa de Gobierno - Paraná.
VUELTA:
recorrido habitual desde Paraná.
- 01B - Ruta Provincial 11, frente Facultad de Ingeniería - UNER
- 02B - Ruta Provincial 11 y Las Cotorras
- 03B - Ruta Provincial 11 y Los Teros
- 04B - Ruta Provincial 11 - Estación Experimental Agropecuaria - I.N.T.A. (Oro Verde)